# Ларкин, Шеннон
Джеймс Шеннон Ларкин (англ. James Shannon Larkin; 24 апреля 1967, Хейгерстаун (англ. Hagerstown), Мэриленд, США) — наиболее известен как барабанщик американских групп Ugly Kid Joe и Godsmack.

## Биография

### Ранние годы
Шеннон родился 24 апреля 1967 года в Хейгерстауне, штат Мэриленд.
Шеннон Ларкин начал играть на барабанах в десятилетнем возрасте. Хотя его родители не были музыкантами, они были любителями музыки и приобщали Шеннона к The Beatles, Johnny Cash, Elvis, Creedence, Joplin, Hendrix и The Who. Но человеком, который зажег страсть Шеннона к занятиям музыкой,стала его родная сестра, которая буквально заставляла его раз за разом слушать её любимый альбом, Rush «Hemispheres». Затем он увлекся альбомом Led Zeppelin-2, после чего решил попросить родителей купить ему барабаны.
На свой десятый день рождения Шеннон получил самую дешевую установку из 4 барабанов с одной тарелкой и обещанием, что, как только он выучит хотя бы одно соло, он получит тарелки hi-hat и стойку для них. Две недели спустя, Шеннон получил и то и другое.

### Музыкальная карьера
Шеннон начал изучать премудрости игры на барабанах и уже с 14 лет играл в клубах со своей первой группой Wrathchild. В 16 он проехался с выступлениями по побережью, играя каверы Black Sabbath, Led Zeppelin, The Stray Cats и GBH. После пяти лет постоянных разъездов с концертами группа подписала контракт с Atlantic Records, но под измененным названием Wrathchild America. Группа выпустила альбом Climbing the Walls в 1989 году и в 1991 году второй под названием 3-D. После этого группа сменила название на Souls at Zero и выпустила ещё два альбома.
После этого Шеннон покинул группу и переехал в Калифорнию, где присоединился к Ugly Kid Joe. За пять лет группа выпустила два альбома и совершила мировое турне. Одновременно Шеннон начал много работать как сессионный музыкант с различными музыкантами, в числе которых Glenn Tipton из Judas Priest, Doug Pinnick из King's X и Vanilla Ices. Помимо этого он не забывал о концертной деятельности, играя с Candlebox, Black Sabbath, Snot и Ozzy Osbourne. Примерно в это же время его приглашают в панк-группу Amen. Шеннон играл в этой группе 4 года,записал два альбома и съездил в одно турне, во время которых не забывал и о студийной сессионной работе.
К этому времени, внутренний конфликт с Amen не были тем, с чем он хотел бы иметь дело. Будучи фанатом создания музыки, Шеннон, оставляет Amen, полагаясь на инстинкты и судьбу.
После этого его друг Sully Erna (Салли Эрна) предложил ему стать новым барабанщиком группы Godsmack на место ушедшего барабанщика Томми Стюарта.

## Дискография

### Wrathchild America
- Climbing the Walls (1989)
- 3D (1991)

### Souls At Zero
- Souls at Zero (1993)
- Six-T-Six EP (1994)

### Ugly Kid Joe
- Menace to Sobriety (1995)
- Motel California (1996)
- The Very Best of Ugly Kid Joe: As Ugly as It Gets (1998)

### Amen
- Amen (1999)
- We Have Come for Your Parents (2001)
- Death Before Musick (2004)

### Snot
- Strait Up (1999)

### Godsmack
- Faceless (2003)
- The Other Side (2004)
- IV (2006)
- Good Times, Bad Times.... 10 Years of Godsmack (2007)
- The Oracle (2010)
- 1000 hp (2014)
- When Legends Rise (2018)

### Another Animal
- Another Animal (2007)

### В качестве сессионного музыканта
- Stone Sour —30/30-150
- Vanilla Ice — Hard to Swallow
- Glassjaw — Worship and Tribute
- Poundhound (aka Doug Pinnick из King's X) — Massive
Grooves... (1998)